# Joe Dachtler
Joe Dachtler (* 7. Juli 1963 in Ehingen) ist ein deutscher Musiker und Komponist von Filmmusik.

## Leben und Werk
Joe Dachtler wuchs in Ulm auf. Er begann im Alter von neun Jahren Akkordeon zu spielen, später kamen Gitarre und Keyboard dazu. Als Gitarrist spielte er in verschiedenen lokalen Bands, wie z. B. Eisenhertz, Loyal und der Sommermeyer Band. In einigen Formationen begann er auch, Songs zu schreiben. Zwischen 1987 und 1988 arbeitete er als Professional Manager beim Musikverlag SBK Songs (Nachfolger von CBS Songs) in Frankfurt am Main.
Danach spielte er als Gitarrist in der Band Fux, die mit Überdosis Glück und Einsam für mich zwei Chartplatzierungen erreichte. Ein erster Erfolg als Songwriter kam mit dem Titelsong We Belong Together für die ARD-Fernsehserie Nicht von schlechten Eltern. Er schrieb auch weitere Songs für diese Serie.
Ab 2001 war er als Filmkomponist für die ARD-Fernsehserie Marienhof tätig und steuerte bis 2009 in ca. 850 Folgen die Musik bei. Anschließend kam er als Filmkomponist ins Team von Curt Cress. Neben Filmmusik komponiert und produziert Joe Dachtler auch Kürmusiken für Dressurreiten, u. a. für Helen Langehanenberg und Musik für Werbefilme.
Joe Dachtler lebt seit 2004 in Tutzing und hat vier Kinder.